# Ригоза (Болоња)
Ригоза (итал. Rigosa) је насеље у Италији у округу Болоња, региону Емилија-Ромања.
Према процени из 2011. у насељу је живело 114 становника. Насеље се налази на надморској висини од 52 м.